# Rhodeus sciosemus
Rhodeus sciosemus är en fiskart som först beskrevs av Jordan och Thompson, 1914.  Rhodeus sciosemus ingår i släktet Rhodeus och familjen karpfiskar. Inga underarter finns listade i Catalogue of Life.